# Diócesis de Ocaña
La diócesis de Ocaña (en latín: Dioecesis Ocaniensis) es una circunscripción eclesiástica de la Iglesia católica en Colombia. Se trata de una diócesis latina, sufragánea de la arquidiócesis de Nueva Pamplona. Desde el 11 de julio de 2024 su obispo es Orlando Olave Villanoba.

## Territorio y organización

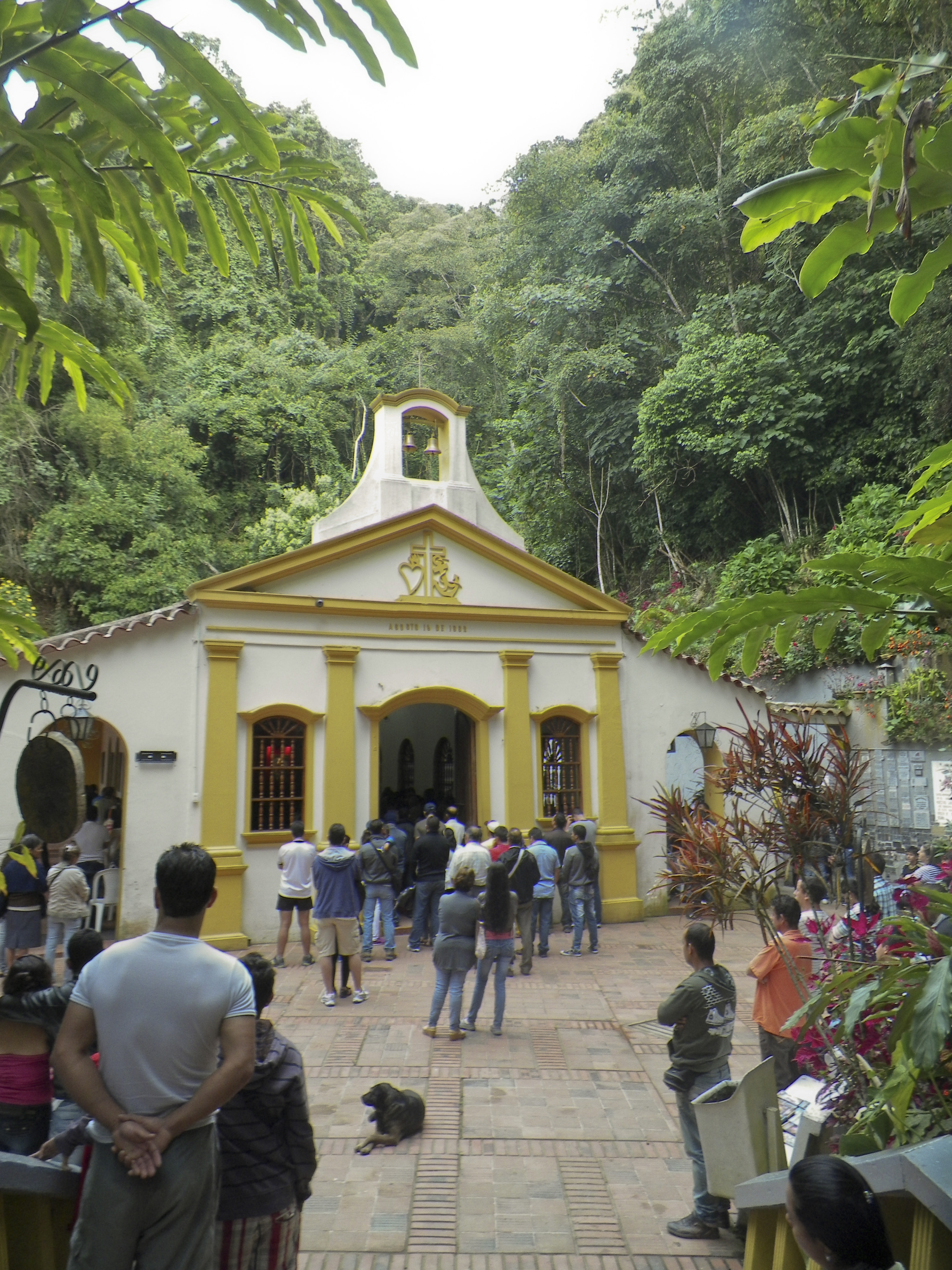
Santuario de Nuestra Señora de las Gracias de Torcoroma, en la vereda Agua de la Virgen

La diócesis tiene 18 000 km² y extiende su jurisdicción sobre los fieles católicos de rito latino residentes en:
- el departamento de Norte de Santander, comprendiendo los municipios de Ábrego, Hacarí, La Playa de Belén, Ocaña, San Calixto, parte de los municipios de Convención, El Carmen y Teorama; y los corregimientos de La Pedregosa y Pueblo Nuevo del municipio de La Esperanza;
- en el departamento de Cesar los municipios de Aguachica, Gamarra, González, La Gloria, Pailitas, Pelaya, Río de Oro, San Alberto, San Martín y Tamalameque.

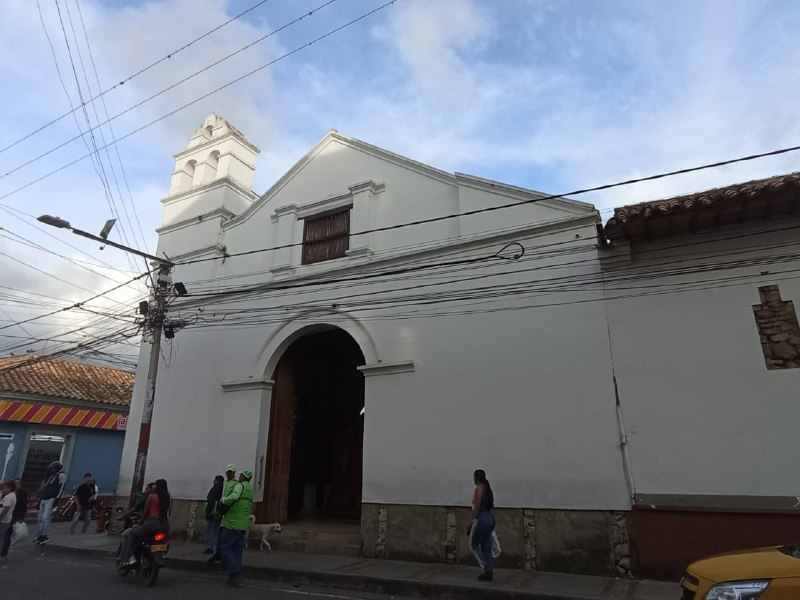
Capilla de la Torcoroma, en Ocaña

La sede de la diócesis se encuentra en la ciudad de Ocaña, en donde se halla la Catedral de Santa Ana, la parroquia santuario de Jesús Cautivo y la Capilla de la Torcoroma. En la vereda Agua de la Virgen se halla el Santuario de Nuestra Señora de las Gracias de Torcoroma.
En 2021 en la diócesis existían 46 parroquias (incluyendo 1 cuasiparroquia y 2 santuarios) agrupadas en 7 vicarías: Central Santa Ana, Inmaculada Concepción, Nuestra Señora de la Esperanza, San José de Convención, San José de Tunumá, San Martín y Santísima Trinidad.
| / | Vicaría                            | Jurisdicción | Parroquias |
| - | ---------------------------------- | --- | ---------- |
| 1 | Vicaría Central Santa Ana          | Ocaña (Norte de Santander) Corregimiento Buenavista, Ocaña Corregimiento Aguas Claras, Ocaña | 12         |
| 2 | Vicaría Inmaculada Concepción      | Aguachica (Cesar) Gamarra (Cesar) | 8          |
| 3 | Vicaría Nuestra Señora del Rosario | El Carmen (Norte de Santander) Corregimiento Guamalito, El Carmen (Norte de Santander) Corregimiento Otaré, Ocaña González (Cesar) Río de Oro (Cesar)                                                                                      | 5          |
| 4 | Vicaría San José de Convención     | Convención (Norte de Santander) Corregimiento Cartagenita, Convención (Norte de Santander) Teorama (Norte de Santander) San Calixto (Norte de Santander)                                                                                   | 6          |
| 5 | Vicaría San José de Tunumá         | Tamalameque (Cesar) Pailitas (Cesar) Pelaya (Cesar) La Gloria (Cesar) Corregimiento Ayacucho, La Gloria (Cesar) | 5          |
| 6 | Vicaría San Martín                 | San Martín (Cesar) San Alberto (Cesar) Corregimiento La Pedregosa, La Esperanza (Norte de Santander) Corregimiento Pueblo Nuevo, La Esperanza (Norte de Santander)                                                                         | 5          |
| 7 | Vicaría Santísima Trinidad         | Hacarí (Norte de Santander) La Playa de Belén (Norte de Santander) Corregimiento Aspasica, La Playa de Belén (Norte de Santander) Corregimiento La Vega de San Antonio, La Playa de Belén (Norte de Santander) Ábrego (Norte de Santander) | 5          |

La diócesis de Ocaña se encuentra al occidente de Norte de Santander y al sur de Cesar.
| Noroeste: Diócesis de Magangué        | Norte: Diócesis de El Banco Diócesis de Tibú                      | Nordeste: Diócesis de Tibú  |
| Oeste: Diócesis de Magangué           |                                                                   | Este: Diócesis de Tibú      |
| Suroeste: Diócesis de Barrancabermeja | Sur: Arquidiócesis de Bucaramanga Arquidiócesis de Nueva Pamplona | Sureste: Diócesis de Cúcuta |

## Historia
La diócesis fue erigida el 26 de octubre de 1962 mediante la bula Quoniam arcana del papa Juan XXIII, obteniendo el territorio de la diócesis de Santa Marta y del vicariato apostólico de Barrancabermeja (hoy diócesis de Barrancabermeja). Fue nombrado como primer obispo Rafael Sarmiento Peralta, quien se posesionó el 12 de febrero de 1963. Durante su gobierno se constituyó la diócesis, se construyó la casa de Retiros de Villa María, fueron creadas las parroquias de Guamalito, Monte Carmelo en Convención y de Nuestra Señora de Fátima en Ocaña, esta última regentada por los padres montfortianos.
El 18 de noviembre de 1963, con la carta apostólica Sanctissimae Virginis, el papa Pablo VI proclamó a la Santísima Virgen María, conocida en español con el nombre de Virgen de las Gracias de Torcoroma, como patrona principal de la diócesis.
Sarmiento Peralta gobernó hasta el 24 de julio de 1972 cuando fue nombrado obispo de Neiva. El 24 de julio de 1972 se nombró como nuevo obispo a Ignacio Gómez Aristizábal, quien llegó a Ocaña el 19 de octubre del mismo año y tomó posesión el 20 de octubre. Durante el episcopado de Ignacio José Gómez Aristizábal se estableció el seminario mayor diocesano en las antiguas instalaciones de Villa María y el seminario menor Juan Pablo II en San Calixto. También se inauguraron dos estaciones de radio diocesanas: Radio Catatumbo y la voz de Aguachica, la Cooperativa Integral de Servicios Campesinos "Coopservir LTDA" (hoy Crediservir), así como las siguientes parroquias: San Pablo, San Alberto Magno, Pueblo Nuevo, San Rafael, María Madre de la Iglesia, San Vicente de Paúl, Inmaculada Concepción, Sagrado Corazón de Jesús y la cuasiparroquia de San Antonio.
Gómez Aristizábal gobernó hasta el 10 de octubre de 1992 cuando fue nombrado arzobispo de Santa Fe de Antioquia. Quedó como administrador diocesano José Estanislao Salazar Mora, hasta el 5 de agosto de 1993, cuando llegó como nuevo obispo de Ocaña Jorge Enrique Lozano Zafra, quien había sido nombrado el 28 de junio de 1993.
Lozano Zafra gobernó hasta el 15 de mayo de 2014. Quedó como administrador diocesano Luis Madrid Merlano, arzobispo de Nueva Pamplona, hasta el 14 de agosto de 2014 cuando llegó como nuevo obispo de Ocaña Gabriel Ángel Villa Vahos, quien había sido nombrado el 15 de mayo de 2014 y ordenado el 26 de julio de 2014 en Santa Rosa de Osos.
Si bien ha habido solicitudes para segregar parte del territorio y erigir una diócesis con sede en Aguachica, estos no se han visto materializados.

## Estadísticas
Según el Anuario Pontificio 2022 la diócesis tenía a fines de 2021 un total de 579 230 fieles bautizados.
| Año                                                                             | Población            | Población | Población      | Sacerdotes | Sacerdotes    | Sacerdotes    | Bautizados por sacerdote | Diáconos permanentes | Religiosos | Religiosos | Parroquias |
| Año                                                                             | Bautizados católicos | Total     | % de católicos | Total      | Clero secular | Clero regular | Bautizados por sacerdote | Diáconos permanentes | Varones    | Mujeres    | Parroquias |
| ------------------------------------------------------------------------------- | -------------------- | --------- | -------------- | ---------- | ------------- | ------------- | ------------------------ | -------------------- | ---------- | ---------- | ---------- |
| 1966                                                                            | 260 000              | 267 000   | 97.4           | 48         | 41            | 7             | 5416                     |                      | 5          | 37         | 27         |
| 1970                                                                            | 273 000              | 285 000   | 95.8           | 58         | 40            | 18            | 4706                     |                      | 18         | 61         | 32         |
| 1976                                                                            | 318 250              | 335 000   | 95.0           | 45         | 27            | 18            | 7072                     |                      | 18         | 79         | 36         |
| 1980                                                                            | 341 800              | 359 800   | 95.0           | 41         | 38            | 3             | 8336                     | 7                    | 3          | 76         | 36         |
| 1990                                                                            | 380 000              | 400 000   | 95.0           | 41         | 41            |               | 9268                     | 40                   |            | 64         | 39         |
| 1999                                                                            | 303 399              | 364 672   | 83.2           | 55         | 50            | 5             | 5516                     | 8                    | 33         | 63         | 36         |
| 2000                                                                            | 329 100              | 390 200   | 84.3           | 64         | 59            | 5             | 5142                     | 8                    | 39         | 30         | 36         |
| 2001                                                                            | 352 137              | 417 514   | 84.3           | 71         | 64            | 7             | 4959                     | 8                    | 41         | 56         | 41         |
| 2003                                                                            | 403 000              | 478 000   | 84.3           | 70         | 67            | 3             | 5757                     | 8                    | 21         | 67         | 44         |
| 2004                                                                            | 352 137              | 417 514   | 84.3           | 67         | 63            | 4             | 5255                     | 9                    | 5          | 65         | 44         |
| 2013                                                                            | 427 000              | 627 000   | 68.1           | 72         | 68            | 4             | 5930                     | 4                    | 6          | 60         | 46         |
| 2016                                                                            | 531 089              | 740 827   | 71.7           | 90         | 86            | 4             | 5900                     | 4                    | 4          | 67         | 47         |
| 2019                                                                            | 558 635              | 776 160   | 72.0           | 88         | 83            | 5             | 6348                     | 6                    | 5          | 65         | 46         |
| 2021                                                                            | 579 230              | 805 140   | 71.9           | 92         | 87            | 5             | 6295                     | 6                    | 5          | 65         | 46         |
| Fuente: Catholic-Hierarchy, que a su vez toma los datos del Anuario Pontificio. |                      |           |                |            |               |               |                          |                      |            |            |            |

## Episcopologio
- Rafael Sarmiento Peralta † (26 de octubre de 1962-24 de julio de 1972 nombrado obispo de Neiva)
- Ignacio José Gómez Aristizábal (24 de julio de 1972-10 de octubre de 1992 nombrado arzobispo de Santa Fe de Antioquia)
- Jorge Enrique Lozano Zafra (28 de julio de 1993-15 de mayo de 2014 retirado)
- Gabriel Ángel Villa Vahos (15 de mayo de 2014-11 de febrero de 2020 nombrado arzobispo de Tunja)
- Luis Gabriel Ramírez Díaz † (27 de febrero de 2021-8 de enero de 2023 falleció)[nota 1][nota 2]
- Orlando Olave Villanoba, desde el 11 de julio de 2024